# Oxyceros longiflorus
Oxyceros longiflorus är en måreväxtart som först beskrevs av Jean-Baptiste de Lamarck, och fick sitt nu gällande namn av Takasi Takashi Yamazaki. Oxyceros longiflorus ingår i släktet Oxyceros och familjen måreväxter. Inga underarter finns listade i Catalogue of Life.